# Steven St. Croix

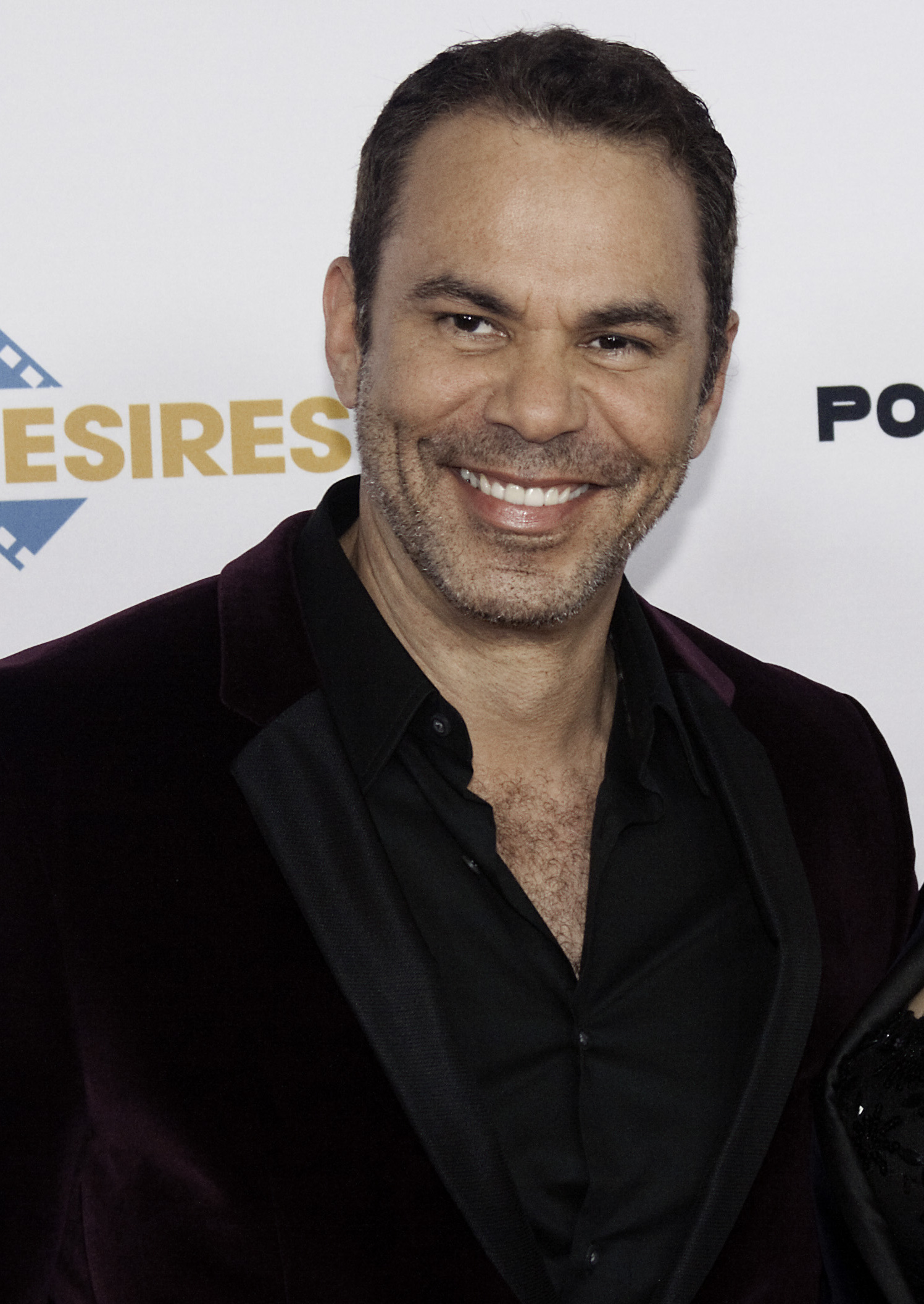
Steven St. Croix bei den AVN Awards (2016)

Steven St. Croix (* 24. Februar 1968 in Los Angeles; eigentlich Benjamin Banks) ist ein US-amerikanischer Pornodarsteller.

## Leben

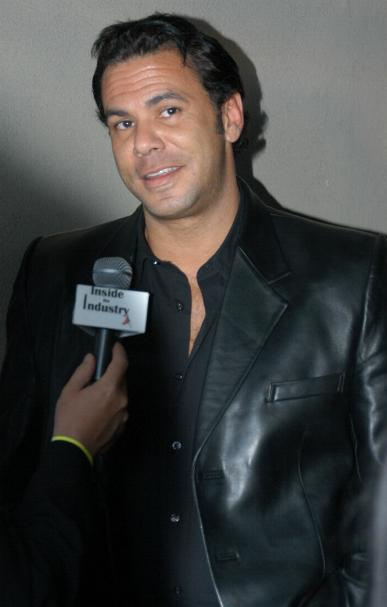
Steven St. Croix (2006)

St. Croix stand erstmals 1993 in einem Pornofilm vor der Kamera. Den Höhepunkt seiner Bekanntheit erreichte er während der 1990er. Nicht zuletzt wurde er einer breiteren Öffentlichkeit durch die Adam & Eve-Kataloge bekannt, mit denen seine Filme an Abonnementkunden vertrieben wurden. Insgesamt wirkte St. Croix bislang in über 350 Filmen mit, unter anderem in Bobby Sox und Borderline.
St. Croix gewann in seiner Laufbahn fünfmal den AVN Award. 1994 wurde er zusammen mit Sarah Bellomo und Crystal Wilder für seine Darstellung in A Blaze of Glory für die Beste Gruppensexszene (Video) ausgezeichnet. 1998 wurde er für den Film Bad Wives als Bester Schauspieler (Film) und zusammen mit Dyanna Lauren für die Beste Analsexszene mit einem AVN Award belohnt. 2004 erhielt er schließlich für den Film Looking In einen Preis als Bester Nebendarsteller (Film), und einen weiteren zusammen mit Dru Berrymore, AnneMarie, Taylor St. Clair, Savanna Samson, Dale DaBone und Mickey G. für die Beste Gruppensexszene (Film). 
St. Croix war seit 1994 auch mehrmals als Regisseur von Pornofilmen tätig.
Er ist mit der Pornodarstellerin Taylor St. Clair verheiratet.

## Auszeichnungen

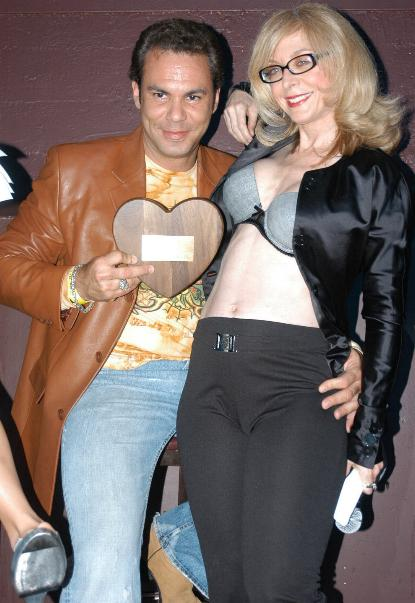
St. Croix feiert seine Aufnahme in die XRCO Hall of Fame mit Nina Hartley
(2007)

- 1994: AVN Award für „Best Group Scene-Video“ in A Blaze of Glory
- 1994: XRCO Award als „Best Actor“ in Dog Walker
- 1998: AVN Award als „Best Actor“ in Bad Wives
- 1998: AVN Award für „Best Anal Scene“ mit Dyanna Lauren
- 2004: AVN Award als „Best Supporting Actor“ in Looking in
- 2004: AVN Award für „Best Group Scene“ in Looking in
- 2007: Aufnahme in die XRCO Hall of Fame
- 2013: AVN Award als „Best Actor“ in Torn
- 2016: AVN Award als „Best Supporting Actor“ in Peter Pan XXX: An Axel Braun Parody[1]
- 2016: XBIZ Award als "Best Actor – Feature Release" (in "Wanted")